# Veszprémfajsz
Veszprémfajsz è un comune dell'Ungheria di 269 abitanti (dati 2001). È situato nella contea di Veszprém.